# Bouguargouh
Bouguargouh  (in arabo بوكركوح‎?) è un centro abitato e comune rurale del Marocco situato nella provincia di Settat, regione di Casablanca-Settat. Conta una popolazione di 9 539 abitanti (censimento 2014).